# Arie Verheul Az.
Arie Verheul Az (Moerkapelle, 26 juli 1872 - Zeist, 9 oktober 1950) was een Nederlands burgemeester.
Arie Verheul was een zoon van de landbouwer Arie Verheul (1839-1879) en Maria Schouten. Op 29 maart 1895 huwde hij met Cornelia Adriana Oudijk (1872-1906). In 1903 werd hij benoemd tot burgemeester van Benthuizen en in 1906 tot burgemeester van Moerkapelle. Hij vervulde deze functies tot 1 september 1937. Na zijn pensionering verhuisde hij met zijn oudste dochter Lijntje Verheul (1896-1965) naar Zeist. In de oorlogsjaren boden zij onderdak aan Joodse kinderen. Hiervoor werd hen postuum op 5 december 1985 de Yad Vashem onderscheiding toegekend.